# 171 Офелія
171 Офелія (171 Ophelia) — астероїд головного поясу, відкритий 13 січня 1877 року.
Тіссеранів параметр щодо Юпітера — 3,198.